# Omanolidia
Omanolidia  (лат.) — род прыгающих насекомых из семейства цикадок (Cicadellidae). Центральная и Северная Америка: Гватемала, Мексика. Длина 6-7 мм (самки крупнее). Скутеллюм крупный, его длина немного больше длины пронотума. Голова крупная, уже пронотума; лоб широкий и короткий. Глаза и оцеллии относительно крупные; глаза полушаровидные. Клипеус длинный и очень широкий. Эдеагус длинный. Сходны по габитусу с Kramerolidia, отличаясь деталями строения гениталий. Род включают в состав подсемейства Coelidiinae. Omanolidia назван в честь энтомолога Пола Омана (Dr. Paul W. Oman), за его значительный вклад в изучение цикадок (Cicadellidae) мировой фауны.
- Omanolidia antelobata Nielson 1982[1]
- Omanolidia bistyla Nielson 1982
- Omanolidia dentata Nielson 1982 — Гватемала[1]
- Omanolidia guttatinervis Stål 1864
- Omanolidia keiferi  Nielson 1982
- Omanolidia metallescens  Walker 1858
- Omanolidia mexicana  Nielson 1982
- Omanolidia omani  Nielson 1982 — Мексика[1] typus
- Omanolidia pilosa  Nielson 1982
- Omanolidia serrata  Nielson 1982
- Omanolidia setacea  Nielson 1996[2]
- Omanolidia triangularis  Nielson 1996[2]